# Boys, Boys, Boys
Pour les articles homonymes, voir Boys, Boys, Boys (homonymie).
Boys, Boys, Boys est le premier roman de Joy Sorman paru le 29 septembre 2005 aux éditions Gallimard et ayant obtenu la même année le prix de Flore.

## Historique
Premier roman de son auteure, Boys, Boys, Boys reçoit en novembre 2005 le prix de Flore ainsi qu'un succès de librairie avec plus de 10 000 exemplaires vendus.

## Éditions
- Éditions Gallimard, coll. « Blanche », 2005,  (ISBN 9782070774401)
- Éditions Gallimard, coll. « Folio », no 4571, 2007,  (ISBN 9782070346349)